# دایهاچی اوکامورا
دایهاچی اوکامورا (ژاپنی: 岡村 大八؛ زادهٔ ۱۵ فوریهٔ ۱۹۹۷) یک بازیکن فوتبال اهل ژاپن است.
از باشگاه‌هایی که در آن بازی کرده‌است می‌توان به باشگاه فوتبال تسپاکوستاسو گونما و باشگاه فوتبال هوکایدو کونسادول ساپورو اشاره کرد.